# Hannibal Gisco
Hannibal Gisco (ca. 300-290 – 260 f.Kr.) var en karthagensk militærkommandant, som ledede både landstyrkerne og marinen under den første puniske krig mod romerne. Hans præstationer viste sig at være utilstrækkelige og hans nederlag i slag førte til at han blev henrettet.
Hannibal Gisco må ikke forveksles med Hannibal, søn af Hamilcar Barca, den karthanske leder i den anden puniske krig.
Omstændighederne omkring Hannibal Giscos tidlige liv og karriere forbliver ukendt.